# Mithe Pur
Mithe Pur é uma vila no distrito de South, no estado indiano de Deli.

## Demografia
Segundo o censo de 2001, Mithe Pur tinha uma população de 41 243 habitantes. Os indivíduos do sexo masculino constituem 56% da população e os do sexo feminino 44%. Mithe Pur tem uma taxa de literacia de 67%, superior à média nacional de 59,5%: a literacia no sexo masculino é de 75% e no sexo feminino é de 56%. Em Mithe Pur, 19% da população está abaixo dos 6 anos de idade.